# Waking Sleeping Beauty
Waking Sleeping Beauty is een Amerikaanse documentaire uit 2009, geregisseerd door Don Hahn. De documentaire neemt een kijkje achter de schermen van de Walt Disney Animation Studios van 1984 tot 1994, een periode die bekendstaat als de Disney Renaissance. 
De documentaire ging in 2009 in première op het Filmfestival van Telluride. De film toerde nadien langs verschillende Amerikaanse conventies en festivals, voor het in maart 2010 voor een beperkte tijd in een beperkt aantal Amerikaanse bioscopen werd vertoond.

## Synopsis
Begin jaren 80. Reeds voor enkele jaren loopt het succes van de Disney animatiefilms terug. Vanwege het dalende succes van de animatiefilms, wordt er bezuinigd en geherstructureerd in het departement. Nadat Roy E. Disney de leiding van het animatiedepartement neemt, huurt hij Jeffrey Katzenberg in, die helpt met het moderniseren van het animatie proces. Met de hulp van Katzenberg en een nieuwe generatie beloftevolle animatoren, begint de Walt Disney Animation Studios aan haar wederopbouw, met als eerste successen Who Framed Roger Rabbit en Oliver & Co. in 1988. 
In 1989 gaat de periode gekend als de Disney Renaissance van start met de film De kleine zeemeermin. De film was een geslaagde combinatie van state-of-the-art animatie en musicalmuziek van Howard Ashman en Alan Menken. De winnende combinatie werd de daarop volgende jaren verder gezet met o.a. Belle en het Beest en Aladdin.

## Productie
Don Hahn nam naast het werk als regisseur ook de rol als verteller op zich. De documentaire werd gemaakt met archiefbeelden, archiefinterviews en beelden gemaakt door de Disney-medewerkers. Het merendeel van het achter-de-schermen beeldmateriaal werd gefilmd door John Lasseter voor Disney animator Randy Cartwright. 
De film werd opgedragen aan tekstschrijver Howard Ashman, CEO Frank Wells, animator Joe Ranft en Roy E. Disney.

## Prijzen
De documentaire werd voor verschillende prijzen genomineerd. Uiteindelijk wist Waking Sleeping Beauty in 2011 de "Special Achievement Award" tijdens de Annie Awards te verzilveren.